# Muraltia collina
Muraltia collina är en jungfrulinsväxtart som beskrevs av Margaret Rutherford Bryan Levyns. Muraltia collina ingår i släktet Muraltia och familjen jungfrulinsväxter. Inga underarter finns listade i Catalogue of Life.